# 盧承煥
盧 承煥（ノ・スンファン、朝鮮語: 노승환、1927年9月5日 - 2014年5月24日）は、大韓民国の政治家。第8・9・10・12・13代大韓民国国会議員、民選第1・2代ソウル特別市麻浦区庁長。
本貫は交河盧氏。号は友江（ウガン、우강）。キリスト教徒。2004年の第17代総選挙以降に麻浦甲選挙区から選出された国会議員の盧雄来は次男。

## 経歴
1927年9月5日、日本統治時代の朝鮮の京城（現在のソウル）に生まれた。建国大学校政治外交学科を卒業後、高麗大学校経営大学院を修了した。建国大学校在学中にソウル特別市議会議員に初当選し、以降初代・第2代ソウル特別市議会議員を務め、ソウル特別市議会建設、財政分科委員長を務めた。1971年5月25日に実施された第8代総選挙で麻浦・龍山地区から新民党の公認で立候補して初当選し、国会議員となった。以後新軍部登場以後の「政治規制」を受け出馬できなかった1981年の第11代総選挙を除き、1992年の第14代総選挙への不出馬宣言まで国会議員を計5期務めたほか、国会副議長、新民党副総裁、統一民主党副総裁、平和民主党副総裁を務めた。1995年の第1回全国同時地方選挙で民主党の候補としてソウル特別市麻浦区庁長に当選し、計2期務めた後、2002年の第3回全国同時地方選挙の前に3選不出馬宣言をして政界を引退した。
2014年5月24日、持病により87歳で亡くなった。

## 世界記録
1957年1月9日から1990年7月30日までの33年6か月間に、結婚式の司会を1万800回務めたというギネス世界記録の保有者である。1991年までは1万1000余回を行ったほか、1日に11回も行ったことがある。